# Journée du Pas-de-Calais
La « Journée du Pas-de-Calais » est le nom d'une opération d'appel à la générosité du public, renouvelée plusieurs fois dans environ 700 communes du département durant la Première Guerre mondiale .

## Historique
Alors que le département du Pas-de-Calais était l'un des plus touchés par la dureté de la Première Guerre mondiale, et que les aides de l'état, de la Croix-Rouge, des "comités de réfugiés" ou "unions de réfugiés" et des « Œuvres de guerre » ne suffisaient largement pas à soutenir la population désœuvrée, qui avait parfois tout perdu. 
C'est le Comité départemental de secours aux éprouvés de la guerre  ; comité préfectoral fondé  le 25 février 1915 dans le Pas-de-Calais), sous les auspices de l'union sacrée, qui manquant de fonds a proposé et organisé plusieurs journées d'appel à la générosité du public, dite « journée du Pas-de-Calais ». 
- La première opération a eu lieu les 13 et 15 aout 1916
- la seconde s'est déroulée deux ans plus tard, les 13, 18 et 23 aout 1918.

« 700 communes non envahies » ont répondu à l'appel du comité, dont certaines - dans l'Artois par exemple - déjà fortement touchée par les dévastations de la guerre. 
À cette occasion ont été produits et vendus des insignes et cartes postales
- un insigne-écusson de la Journée du Pas-de-Calais, associant les drapeaux français anglais et belges
- Des insignes "La rose et la Pensée", emblème de l'affection et du souvenir, vendus et portés "en signe de reconnaissance et d'admiration pour les braves et valeureux vengeurs du Droit et de la Justice violés, en même temps que leurs deux hommages aux morts héroïques, leur fidélité attendrie aux prisonniers qui souffrent dans les geôles allemandes, leur compassion aux douleurs des familles qui, de l'autre côté du front de bataille, subissent stoïquement la contrainte de l'ennemi".
- Des billets de loterie
- Des cartes postales faite par le maître-graveur Arthur Mayeur (originaire de Carvin, élève de Alphonse Leroy, et 1er Grand Prix de Rome), qui perpétuent "d'une manière tangible et saisissante, la fraternité d'armes des soldats français, anglais et belges confondus dans un même et sublime élan pour libérer à jamais nos provinces souillées et meurtries" (soit un total approchant 371 000 Fr).

## Résultats
Les espoirs des organisateurs sont dépassés : ils récoltent en 1916 un produit net de 353.057, 55 fr, dont 
- 83 199,50 fr venant de la loterie,
- 172;416,60 fr venant de la vente d'insignes et de produit des fêtes,
- 61.459,80 fr provenant de souscriptions particulières, à quoi s'ajoutent
- 48.614,00 fr de subventions communales et diverses, et 5.315,20 fr d'intérêts des sommes souscrites à l'emprunt national ou placés en bons de la défense nationale.

Cet argent sera versé à :
- 9 comités de la Fédération départementale des prisonniers,
- à l'Amicale des instituteurs et institutrices,

et via le comité départemental aux :
- Secours aux soldats
- Secours aux prisonniers des régions envahies
- Assistance aux mutilés
- Assistance aux rapatriés et récupérés
- Vestiaire des envahis

En 1918, une seconde opération "Journée du Pas-de-Calais" est lancée, avec l'édition de 3 nouvelles cartes postales du même graveur. Des médailles de vermeil (vendues 25 fr) et d'argent (15fr), également gravées par Mayeur sont également vendues, avec au revers la mention Sunt Lacrymae reum et la représentation des ruines de la chapelle de Lorette, notamment achetées par les officiers britanniques ayant pris part aux combats de l'Artois.